# Sikhote-Alin

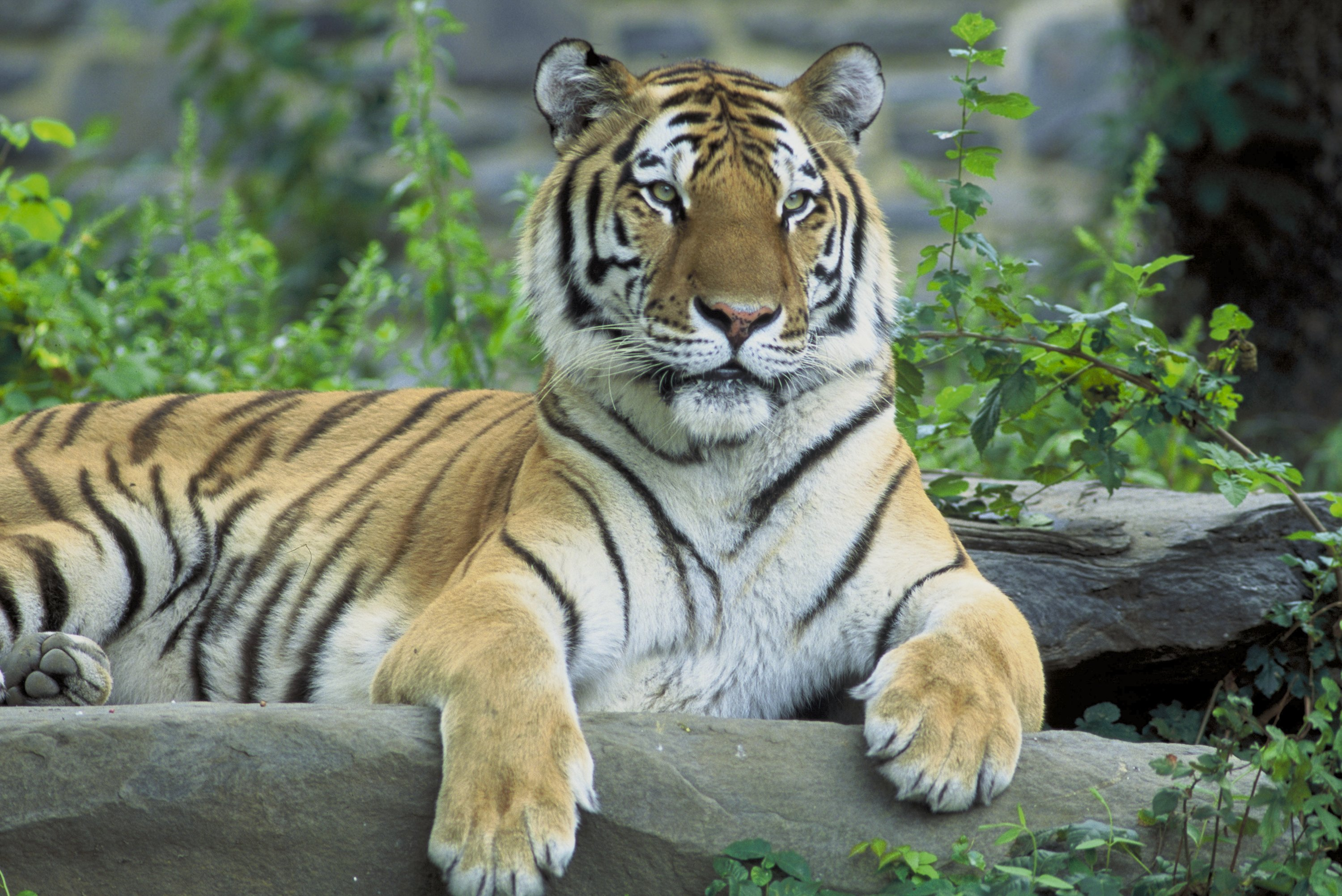
Sikhote-Alin là một trong những nơi trú ẩn cuối cùng của loài hổ Amur.

Sikhote-Alin (còn được viết là Sikhotae-Alin, (tiếng Nga: Сихотэ́-Али́нь, phát âm tiếng Nga: [sʲɪxɐˈtɛ ɐˈlʲinʲ], tiếng Anh: /ˈsiːkəˌteɪ əˈliːn/, SEE-kə-TAY ə-LEEN)), hay Nội Hưng An (內興安), là một dãy núi nằm tại Primorsky và Khabarovsk, Liên bang Nga, kéo dài khoảng 900 km về phía đông bắc của hải cảng Vladivostok trên bờ Thái Bình Dương. Chiều rộng chỗ lớn nhất đạt tới 250 km. Các đỉnh cao nhất là Tordoki Yani (2.077 mét), Ko (2.003 mét) và Anik (1.933 mét).

## Đặc điểm
Khu vực miền núi này được tạo ra do các nếp uốn thời kỳ Đại Trung sinh trong Vành đai nếp uốn Thái Bình Dương ở Viễn Đông Nga, là đường phân thủy lưu vực sông Amur, biển Nhật Bản và vịnh Tatar. Cấu tạo địa hình của khu vực là các lớp trầm tích sa thạch-phiến thạch với nhiều đứt gãy, là điều kiện để tồn tại các mỏ vàng, thiếc và nhiều kim loại khác. Trong các lòng chảo kiến tạo tại khu vực Sikhote-Alin có các mỏ than đá và than nâu. Trong khu vực giáp núi là các cao nguyên bazan. Ở phía nam và phía đông Sikhote-Alin là sơn hệ với các vách núi dốc đứng có độ cao vừa phải, ở phía tây là nhiều thung lũng và lòng chảo chạy dọc theo dãy núi.

## Sinh vật

### Thực vật
Thảm thực vật của Sikhote-Alin khá đa dạng: ở phía nam và phần trung tâm của khu vực miền núi này tới độ cao khoảng 500 m là các cánh rừng lá kim-lá bản rộng với sự chiếm ưu thế của các loài thực vật Mãn Châu, ở phần phía bắc là các rừng lá kim với vân sam (chi Picea) và linh sam (chi Abies). Trên các độ cao lớn hơn thì có thể thấy các đài nguyên núi cao.

### Động vật
Sikhote-Alin là một trong những khu vực ôn đới lạ thường nhất trên thế giới. Các loài động vật đặc trưng của rừng taiga miền bắc như tuần lộc và gấu nâu cùng sinh sống với các loài nhiệt đới như hổ Amur, báo Amur và gấu ngựa. Một lượng lớn động vật hoang dã trong khu vực Sikhote-Alin và Lazo đã được thành lập năm 1935 sự bảo vệ để bảo tồn các loài động vật hoang dã đặc trưng của khu vực.

## Di sản thế giới
Năm 2001, UNESCO đã đưa Trung Sikhote-Alin vào danh sách Di sản thế giới, với tầm quan trọng của nó đối với sự tồn tại của các loài đang nguy cấp như Vịt cát Trung Hoa, cú ăn cá Blakiston và hổ Amur. Tổng diện tích của nó là 16.319 kilômét vuông (4.033.000 mẫu Anh), trong đó vùng lõi là Khu bảo tồn thiên nhiên Sikhote-Alin có diện tích 3.985 kilômét vuông (985.000 mẫu Anh). Năm 2018, di sản mở rộng thêm 11.605 kilômét vuông (2.868.000 mẫu Anh) thung lũng sông Bikin thuộc Vườn quốc gia Bikin.

## Trong văn hóa
Trong các năm từ 1910 - 1930, Sikhote-Alin đã được Vladimir Arsenyev (1872 - 1930) nghiên cứu khá kỹ lưỡng. Ông đã miêu tả các cuộc thám hiểm của mình trong một số cuốn sách, đáng chú ý là cuốn Dersu Uzala (1923), vào năm 1975 đã được Akira Kurosawa chuyển thể thành phim đoạt giải Oscar.